# منتخب سويسرا للكرة اللينة للسيدات
منتخب سويسرا للكرة اللينة للسيدات هو ممثل سويسرا الرسمي في المنافسات الدولية في الكرة اللينة للسيدات .